# Погрешно приписивање памћења
У психологији,погрешно приписивање памћења или погрешно приписивање извора је погрешна идентификација порекла сећања од стране особе која се присећа. До погрешног приписивања памћења вероватно долази када појединци нису у стању да прате и контролишу утицај својих ставова на своје пресуде.
Погрешно приписивање је подељено на три компоненте: криптомнезија, лажно памћење и конфузија извора.

## Компоненте погрешног приписивања памћења

### Криптомнезија
Криптонезија је облик погрешног приписивања памћења. То укључује несвесни утицај памћења који узрокује да се тренутне мисли погрешно приписују као нове. Другим речима, појединци погрешно верују да су они оргинални ствараоци својих мисли.
Од када се криптонезија појавила у литератури , често се назива “ненамерним плагијатом”, ненамерно зато што субјекат искрено верује да је идеја његова. Ненамерни плагијат има два облика. Први укључује да плагијатор регенерише претходно виђену идеју, али верује да је нова идеја. У другом облику, плагијатор се позива на идеје других аутора као на сопствене.
На пример особа се може лажно сетити да је створила идеју,мисао или шалу, не упуштајући се намерно у плагијат, али ипак верује да је то оргинални извор сећања.
У првој емпиријској студији криптомнезије, људи у групи су наизменично стварали примере категорија (нпр. врсте птица: папагај, канаринац, итд.). Касније је од њих затражено да креирају нове примере у истим категоријама које раније нису произведене, као и да се присете које су речи лично произвели. Људи су ненамерно плагирали око 3–9% времена, било тако што су регенерисали мисао друге особе или лажно подсећали на нечију мисао као своју.

### Лажно памћење
Лажно памћење је памћење за које појединац мисли да је истинито, а уствари, никад се није догодило. Људи често формирају лажна памћења за детаље догађаја након што чују да други имају погрешне информације о догађају. На пример, група људи која гледа видео снимак злочина који приказује плави аутомобил, али чују да се аутомобил погрешно назива белим ,могу створити лажно памћење да је бели аутомобил био присутан на месту злочина, а не плави.
Лажно памћење може да варирају од малих детаља до читавих догађаја који се никад нису догодили.
Eкстремни слуцај лажног памћења јавља се код синдрома лажног памћења, када су идентитет особе и међуљудски односи снажно усресређени на сећање на догађаје који се заправо нису догодили.
Ова врста лажног памћења је често последица трауматичног животног искуства и може бити веома штетна за свакодневни живот.
Лажно памћење је често резултат сугестивних питања у терапијској пракси која се назива терапија опорављaња памћења, у којој психијатар ставља своје пацијенте под хипнозу како би вратили потиснута сећања.Ово може бити штетно ,јер се појединац може сетити ствари које се нису догодиле. На пример, постоје примери пријављених случајева у којима се појединци лажно присећају сексуалног злостављања и траже правду. Ови случајеви могу довести до погрешне осуде. Због оваквих инцидената лажно и потиснуто памћење су изгубили већину своје валидности и поузданости на суду.

#### Мандела ефекат
Лажна сећања може да дели и више људи. Ова појава се назива Мандела ефекат. Аутор и истражитељ паранормалних дешавања, Фиона Брум, је међу првима причала о овом феномену. Она је рекла да има живописна и детаљна сећања на вести о јужноафричком лидеру против апартхејда Нелсону Мендели који је умро у затвору 1980-их. Он је заправо умро 2013, након што је био председник Јужне Африке од 1994-1999. Брум је известила да је од 2010. године "можда хиљаде" других људи писало да имају исто сећање на Манделину смрт.

### Конфузија извора
Конфузија извора је је врста меморијске грешке где се извор меморије погрешно приписује неком специфичном присећаном искуству. На пример, појединци могу сазнати о актуелном догађају од пријатеља, али касније пријавити да су сазнали за њега на локалним вестима, што одражава нетачну атрибуцију извора. Ова грешка се јавља када су нормални процеси опажања и рефлексије поремећени, било ограниченим кодирањем изворних информација или нарушавањем процеса просуђивања који се користе у праћењу извора. Депресија, висок ниво стреса и оштећења релевантних подручја мозга су фактора који могу изазвати такве поремећаје, а самим тим и грешке у праћењу извора.
У једном конкретном случају конфузије извора, жена која је била жртва силовања је лажно оптужила свог доктора да је њен силоватељ. У овом случају, доктор се појавио на телевизији,где га је видела жена која је жртва пре њеног напада. Жена је погрешно приписала лице доктора лицу нападача.
Још један пример везан је за Роналда Регана.У овом случају он прича причу о херојском пилоту коме је он лично доделио медаљу. Међутим, он се заправо присећа приче из позоришне представе под називом "Крило и молитва".Он је чврство веровао да је био укључен у процес одликовања овог ратног хероја.

### "Sleeper" ефекат
"Sleeper" ефекат је психолошки феномен који се односи на убеђивање.
Према "sleeper" ефекту, када људи ступе у комуникацију са знаком попустљивости(свако одрицање одговорности или разлог који вас наводи да сумњате у веродостојност извора поруке), као што је непоуздани извор. Они су мање убеђени одмах наком излагања него након неког времена.
На пример, у политичким кампањама током важних избора, неодлучни бирачи често виде негативне рекламе о некој странци или кандидату за функцију.На крају ограса могу приметити да је против кандидат платио оглас. Претпоставља се да би то навело гласаче да доводу у питање истинитост огласа, па их у почетку можда неће убедити. Мећутим и ако извору огласа недостаје кредибилитет,већа је вероватноћа да ће гласачи касније бити убеђени.

## Узроци

### Увод
Једног дана, психолог је доведен у полицијску станицу и речено му је да је оптужен за силовање. Није знао да га је жена која га је оптужила за силовање видела на телевизији пре него што је била силована. Жена је помешала његово лице са лицем свог нападача. Женино памћење није успело да разликује где је видела та два лица. Није могла да разликује да ли је видела лице психолога на телевизији или као нападача. Ово је пример когнитивне пристрасности зване погрешна атрибуција памћења.
Да бисмо боље разумели погрешну атрибуцију памћења, морамо да разумемо памћење уопште. Замислите да читате књигу. Ако би вас неко замолио да рецитујете реч по реч свих реченица у књизи, никако не бисте успели да то постигнете. Међутим, моћи ћете да им кажете о чему се ради у књизи. Нажалост, наш мозак нема толико ресурса колико му приписујемо. Због недостатка ових ресурса, обично покушавамо да схватимо само суштину информација. Не обраћамо пажњу на детаље од речи до речи осим ако нам се из неког разлога нека реч не истиче. Једном када добијемо информацију и схватимо њену суштину, ретко бисмо покушали да се сетимо одакле та информација проистиче. Не обраћамо пажњу на извор, стога ћемо га и теже запамтити. Зато користимо друге информације као што су прошли догађаји, ствари које већ знамо раније, наше претпоставке и закључци да бисмо утицали на информације. Ако се осврнемо на горе наведени пример, сада можемо разумети како је жена помешала два мушкарца. Видела је невиног човека непосредно пре него што је силована, што је олакшало збуњивање двојице мушкараца.

### Когнитивни узроци

#### Узроци криптомнезије
Криптомнезија је грешка у праћењу извора информација у којој људи имају потешкоћа да утврде да ли је концепт генерисан сопственим мишљењем или  доживљен из спољашњих утицаја. Људи често погрешно приписују стварање нове мисли или идеје као своје, а заправо је преузимају из претходног доживљеног искуства. Неретко појединци не успевају да успоставе сећања са довољно детаља што доводи до приписивања сећања погрешном извору.  Људи заиста верују да су информације које су плагирали заправо њихове и не постоји начин да их убедимо у другачије јер помисао да је туђа идеја или мисао у њиховом мозгу једноставно не постоји.
Криптомнезија је већи за информације које генеришу други него ми сами јер шансе да две особе компонују или насликају исто дело су скоро једнаке нули. Истраживачи верују (нагађају, без правих доказа) да то може бити производ бољег памћења речи које сами генеришемо, јер се информације које сами генеришемо касније боље памте. Ово може бити због тога да људи размишљају о свом следећем одговору, уместо да обрађују извор информација. Док слушамо саговорника константно смо сконцентрисани како његове информације утичу на нас и који би наш одговор био на њихово излагање. Ово не важи само за уделу савета, већ за сваку могућу примљену инфомрацију. Саосећање са саговорником произилази као последица стављања нас у његову позицију.
Вероватније је да ће доћи до криптомнезије када је нарушена способност правилног праћења извора. На пример, већа је вероватноћа да ће људи лажно тврдити да су идеје њихове када су били под великим когнитивним оптерећењем у време када су први пут размотрили идеју. Плагијат се смањује када се учесници посебно упуте да обрате пажњу на порекло својих идеја. Лажне тврдње су такође заступљеније за идеје које су првобитно предложиле особе истог пола, вероватно зато што перцептивна сличност себе са особом истог пола погоршава конфузију извора.
Као последица криптомнезије најчешће појаве су настанк ненамерних плагијата. Нечија идеја или неко дело може да обузме у потпуности пажњу људског мозга и тиме  се занемари извор инфомрација. Касније, као последица подсвесног, у меморију се врати слична идеја или концепт за који сматрамо да је у потпуности наш.   

#### Узроци лажних сећања
Лажно препознавање може настати као последица имплицитног асоцијативног одговора, аутоматске асоцијације између два концепта у меморији. Претпоставља се да асоцијативни одговори никада не долазе до свесног дела пажње, па се верује да је активација концепта имплицитна. Показало се да имплицитни асоцијативни одговор настаје када се види реч као што је „кућа“, може довести до тога да људи несвесно помисле на асоцијатив као што је „зграда“. Ако им се касније представи реч зграда, они могу рећи да препознају да су видели предмет иако су га заправо сами створили. Верује се да активација од приказане речи може да активира и асоцијативну реч, омогућавајући информацијама да буду лако доступне уму. Стога се могу лако помешати асоцијативне речи у зависностии од речи која нам је приказна. Из истраживања смо, такође, закључили да што су представљене и асоцијативне речи сличније, или што је сличнијих ставки листе, расте вероватноћа да ће доћи до грешке у виду лажног препознавања.
Сличност заснована на суштинској меморији која представља есенцијално памћење значења речи, бројева и слика без обзира на њихову тачност је робусно кодирање семантичких информација, а не дистинктивно кодирање и то је још један узрок лажног препознавања. Проучавајући листу сродних речи, јавља се висок ниво семантичког преклапања између меморијских јединица. Немогућност да се сваки модел одржи одвојеним и расчлањеним један од другог резултује у отежавању памћења специфичних детаља, што касније доводи до тога да људи дају одговоре на основу суштине памћења, а не специфичних детаља. Људи често добро формирају идеју о семантичкој суштини одређеног модела, и све што је семантички слично том моделу може бити погрешно препознато.
Такође се показало да се лажна сећања као последица сличности заснованих на суштини јављају у околностима у којима су имплицитни асоцијативни одговори мало вероватан извор погрешне атрибуције сећања. Грешка лажног препознавања такође постаје јасна при појави временски притисак током препознавања. Процеси који раде на откривању извора за основу препознавања захтевају време да се изврше, као резултат недостатка времена, грешке у препознавању се чешће праве.
Сличност заснована на суштини се такође огледа у порцесу интерфернције корз дужи временски период. Успомене се обично враћају након што време прође, што значи да се многи догађаји дешавају након што је меморија сачувана. Каснији догађаји могу да ометају проналажење првобитног догађаја. На пример, шпански научен на факултету може вам пасти на памет када покушавате да се сетите француског из средње школе. Очевидац може читати новинске извештаје о злочину, одговарати на питања истражитеља, разговарати са другим сведоцима и замислити догађај у свом уму. Све ово може дати приказе који се разликују од онога што се стварно догодило, а ова нова сећања могу блокирати приступ сећањима на те догађаје. Замислите класичну демонстрацију у којој су субјекти гледали слајд шоу саобраћајне несреће, који је укључивао слајд који приказује црвени Форд  који се приближава обрнутом троуглу. Касније су неки учесници упитани „Да ли је још један ауто прошао црвени Форд  док је био заустављен на знаку стоп?“ Ово питање је садржало нетачну претпоставку (да постоји знак за заустављање, а не обрнути троугао) и утицало је на касније памћење. Способност испитаника да идентификују оригинални слајд (који приказује обрнути троугао) опала је након одговора на погрешно питање. Предлог не мора да долази из спољног извора; описивање лица смањује способност сведока да га изабере из низа, замишљање догађаја може навести субјекта да касније помисли да је извршио радњу, а приповедања приче о догађају може довести до пристрасности приповедачевог каснијег сећања на тај догађај .
Лажна сећања такође могу настати из закључака направљених током догађаја. Сведок злочина активно покушава да схвати шта се дешава током догађаја и користи претходно знање како би дошао до решења. Исто тако, читалац тумачи кратке приче док их чита, тумачећи једноставне изјаве попут „Ненси је отишла код доктора“ другачије ако зна да је лик забринут због трудноће. У оба случаја, примена знања мења оно што људи памте. Сведок се касније може сетити пљачке као типичније него што је била и читалац ће погрешно запамтити одломак да би био у складу са темом трудноће.  Људи су пристрасни да извлаче значење из догађаја, а то може довести до забуне око тога шта је закључено у односу на оно што се стварно догодило. То такође може довести до заборављања несемантичких детаља, пошто људи обично више обраћају пажњу на значење него на перцептивне и фонолошке детаље. На пример, већина људи не успе да нацрта новчић када им то захтевамо, иако су баратали хиљадама новчића. Успешно коришћење новчићца не захтева да се зна правац главе или тачан текст на новчићу, већ само памтимо суштину, да је то ,,новчић“.

##### Теорија нејасних трагова
Теорија нејасних трагова, теорија која је супротна грешци праћења извора, говори о томе да се меморије састоји од две компоненте; суштинe и дословниx трагова. Дословни трагови су плитки и површински детаљи физичких стимулуса, који садрже јасне визуелне слике и изворне информације о искуству. Иако су оба трага обрађена истовремено, они се чувају у одвојеним деловима мозга стога пружајући могућност да сваки траг има различит животни век. Дословни трагови, лако доступни меморији брзо се погоршавају. Теорија нејасних трагова стога предлаже да погрешно приписана сећања настају због кратког животног века дословних трагова. Дословни трагови који су најважнији за сећања као последица најситних (дословних) детаља се брзо губе као последица њихове сложености и квалитет изворних информација брзо опада. Погрешна атрибуција сећања је стога вероватније да ће се десити како се време између кодирања искуства и призивања следећег сећања повећава.
Такође је примећено да  се погрешна атрибуција меморије јавља као последица адаптивних карактеристика меморије, а не као производ грешке у људској меморији. Грешка у погрешном приписивању сећања често указује о неефикасном меморијском систему, међутим одрђени научници верују да је грешка трошак повезан са предностима функционалног и адекватног меморијског система. Грешка у виду погрешне атрибуције побољшавају меморијски систем јер се губе информације које не захтевају од људи да памте све специфичне детаље. Специфични детаљи би били сачувани само у ситуацијама када је потребно запамтити специфичне детаље, као што су сећања на високо емоционално искуство.

### Неуролошки узроци

#### Неуролошке основе лажног препознавања
Пацијенти са оштећеним мозгом пружили су користан увид у биолошке механизме повезане са лажним препознавањем. Резултати студија у којима су упоређивани нивои лажног препознавања између пацијената са оштећењем фронталног режња и контролне групе истих узраста, показали су значајно већи ниво лажног препознавања међу особама са оштећењем фронталног режња. Сматра се да је оштећење мозга изазвало поремећаје у правилном памћењу детаља или је изазвалo неисправне процесе при преузимању информација из мозга. Ови процеси су потребни да би се тачно присетили порекла конкретних сећања. Студије о лажном препознавања код пацијената са амнезијом и са оштећењем медијалног темпоралног режња су показале да процеси који су присутни у тачном препознавању су такође прустни и код лажног препознавања. Ови кортекси мозга играју улогу у обради праћења информација, јер покушавају да испитају друге кортикалне излазе. Кортикални излаз представља информације које напуштају мождану кору. Ако су ови кортекси (нервна ткива) оштећени, нема контроле над кортикалним излазима, стога су све веће шансе да дође до лажног препознавања. Супротно томе, пацијенти који пате од амнезије или Алцхајмерове болести имају смањен ниво лажног препознавања, за који се верује да је узрокован као последица превише покушаја да би се уопште створиле информације о семантичкој суштини. Пацијенти са овим болестима не памте скоро ништа и као последица тога било шта што заправо запамте ће бити добро кодирано у меморији као последица много покушаја. Неће доћи до лажног сећања али запамћена информација ће бити врло брзо заувек заборављена.

#### Лажна сећања и ПЕТ скенови
Субјектима је прочитана листа повезаних речи пре него што су ушли у ПЕТ скенер. Током првог скенирања, субјекти би препознавали и доносили одлуке које су им претходно представљене речи. Током другог скенирања, субјекти су морали да донесу одлуке о речима им нису презентоване. На пример речи: одмор, умор, сан, кревет, будан би биле на листи, али не и реч „спавање“. Испитаници су тврдили да памте сличну количину непрезентованих речи као и речи које су заиста представљене. Научници су приметили да су мождане активности током задатака правог и лажног препознавања биле веома сличне. Праћењем крвотока у мозгу открило је да постоји проток у левом медијалном темпоралном режњу и за истинито и лажно препознавање.
То не значи да није било разлика. Док се прати проток крви у мозгу током лажног препознавања, део предњег режња за који се сматра да је кључни факор сећања је показао већу активност када је представљен са лажним препознавањем него са истинитим. Чинило се да је дошло до одређеног неслагања док су субјекти покушавали да помно испитају забачене речи, али их је надвладала моћна илузија меморије. Фасцинантна је чињеница да подсвесно знамо да је сећање лажно али ће то бити сакривено илузијом меморије и никада неће доћи до свесног. Ова истраживања су нам донела конкретна сазнања о можданим активностима при препознавању правих и лажних сећања.

#### Конфузија извора и ФМР скенирање
Истраживачи су спровели студију у којој је од испитаника затражено да изврши задатак обраде и памћења података у скенеру функционалне магнетне резонанце, где су им представљене 192 фотографије сцена у пуној боји (које у центру садрже нову представљену сцену и мању слику једног од шест објеката). Учесници су такође добили инструкције да замисле да користе представљени објекат у свакој сцени и замољени су да пријаве да ли су били успешни. Тест меморије је примењен након што су учесници уклоњени са скенера. Тест се састојао од свих претходно гледаних сцена (старих) и једнаког броја нових сцена (нових). Од њих је затражено да донесу одлуку која сцена је стара, а која се први пут појављује. Затим су замољени да изаберу објекат који је упарен са том сценом. Истраживачи су покушавали да одреде нивое памћења извора информација везаних за објекте који су упарени са сценом током првобитног памћења.
Истраживачи су открили да је активација перириналног кортекса била већа за опозване објекте, а активација парахипокампалног кортекса била је већа када су сцене опозване. Резултати пружају доказе о јасној активацији мозга при кодирању сећања у подрегионима медијалног темпоралног режња.  Прва подрегија је периринални кортекс, који кодира информације о предмету. Друга подрегија, парахипокампални кортекс, укључена је у информације о извору сећања. Како је смањена активација повезана са лошијим перформансама, смањена активација десног перириналног кортекса могла би бити могући механизам за конфузију извора.

### "Sleeper" ефекат
Када су људи изложени убедљивој поруци (као што је привлачна или убедљива телевизијска реклама), њихов став према заговарању поруке показује значајан пораст.
Временом, међутим, чини се да њихови новоформирани ставови теже ка првобитним ставовима пре него што су примили поруку, скоро као да никада нису били изложени комуникацији.
Супротно томе, неке поруке су често праћене знаком за сумњу (нпр. одрицање од одговорности, извор ниске веродостојности) који би код примаоца побудио сумњу у валидност поруке и потиснуо сваку промену става до које би могло доћи услед излагања поруци. Штавише, када су људи изложени убедљивој поруци праћеној наговештајем о некој неправилности или разлогом за сумњу, људи имају тенденцију да буду више убеђени током времена. Ово се назива "sleeper" ефекат .
На пример, у политичким кампањама током важних избора, неодлучни бирачи често виде негативне рекламе о некој странци или кандидату. Такође могу приметити да је противкандидат умешан у објаву тог огласа. Претпоставља се да би то навело гласаче да доводе у питање истинитост огласа, па их у почетку можда неће убедити. Међутим, иако извору огласа недостаје кредибилитет, већа је вероватноћа да ће гласачи касније бити убеђени (и на крају ће гласати против кандидата који није наклоњен огласом).
Овај образац промене става збуњује социјалне психологе скоро пола века, првенствено због своје контраинтуитивне природе и због свог потенцијала да помогне у разумевању процеса става.

#### Заборављање
"Sleeper" eфекат натерао је Карла Ховланда и његове колеге да верују да је прихватање могуће због заборављања знакова сумње. Да би тестирали ову хипотезу, истраживачи су спровели низ експеримената који су се састојали од по два скупа људи. Сваки скуп је добио исту поруку или информацију, али је један био повезан са веома веродостојним извором, док је други био повезан са непоузданим извором. Праћење ове две групе показало је да је у почетку порука из веродостојног извора била лако прихваћена у поређењу са поруком из непоузданог извора. Након одређеног времена, испитаници су поново прегледани. Ово испитивање је открило да је дошло до значајног повећања прихватљивости поруке са непоузданим извором. Ово је довело до хипотезе да је ефекат примећен због чињенице да су испитаници заборавили на непоуздану природу извора. Међутим, каснија испитивања су открила да, упркос повећању прихватљивости, већина испитаника и даље памти непоуздани извор поруке.

#### Дисоцијација
Због ограничења горње хипотезе, истраживачи су предложили нову теорију, ону која је тврдила да субјекти нису у потпуности заборавили извор, већ су само поседовали ослабљену везу са поруком, или другим речима, порукa и знакови сумње су раздвојени. Пошто је повезаност извора и поруке временом ослабљена, опозив поруке из наше меморије не би проузроковао опозив извора, што резултира "sleeper" ефектом.

#### Диференцијално пропадање
Ховланд и његове колеге су успели да разраде многе аспекте овог ефекта, али су успели да занемаре један аспект, то јест зашто је знак за сумњу лако заборављен, али не и сама порука. Овај упит истраживали су Гринвалд, Пратканис и њихов тим, у низу експеримената осмишљених да одреде специфичне параметре потребне за појаву "sleeper" ефекта. Њихови експериментални резултати сугеришу да се порука и сумња распадају различитим брзинама. Након експозиције, ефекат или меморија која указује на неповрење деградира се и нестаје много брже у поређењу са ефектом поруке. Такође, занимљиво је да је редослед сигнала на неповерљивост информације и поруке такође играо важну улогу у стварању "sleeper" ефекта. Ефекат је виђен само у случајевима када је знак пратио поруку и појачавао садржај поруке.

## Експериментална истраживања

### Криптомнезија
Године 1989. Алан Браун и Дана Марфи спровели су низ експеримената бавећи се феноменом криптомнезије. Први у низу, уједно и први лабораторијски експеримент криптомнезије, подразумевао је групе од четири испитаника од којих се захтевало да смисле речи из задате категорије. Идући редом, сваки испитаник би рекао одговарајућу, претходно неизречену реч, док свако појединачно не каже четири речи. Потом се од испитаника тражило да се присете свих четири појмова које су рекли за сваку категорију и на то да додају четири потпуно нова. Закључили су да су испитаници 3–9% случајева говорили туђе речи при присећању изречених појмова или смишљању нових. Приметили су да на фреквентност појаве криптомнезије утиче и комплексност процедуре. Наиме, коришћењем индекс картица при давању одговора, испитаници су отежано пратили долазак нових информација.
Између 1993. И 1999. године уследили су експерименти који су надоградили дотадашње закључке о криптомнезији које су прикупили Браун и Марфи. Ричард Марш и Гордон Бауер са Станфорд Универзитета су спровели експеримент тако што су од учесника тражили да формирају речи користећи игрицу тражења речи Богл, док им је противник био рачунар. Код испитаника су приметили чешћу појаву коришћења одговора који нису били њихови, него што је то био случај код експеримената Брауна и Марфија.
Научници су запазили да појава криптомнезије варира у зависности од услова. Биће мања ако се од испитаника тражи да обрате пажњу на извор својих идеја, а већа ако смање време које имају на располагању. Марш тврди да је овај феномен много учесталији него што смо смо ми свесни и да, иако може да направи полемику око извора идеја, не мора нужно да буде негативна појава. Има низ позитивних последица у психотерапији, усвајању друштвених норми код деце и слично. 

### Лажна сећања

#### Обликовање питања
Идејом да се сећања мењају само при присећању, бавили су се Елизабета Лофтус и Џон Палмер 1974. године. Лофтус и Палмер показали су испитаницима видео судара аутомобила у различитим брзинама. Затим су их питали којом брзином је возио аутомобил, притом користећи другачије глаголе у опису судара: неки су наводили на мањи судар, неки на много већи. Научници су извели закључак да је глагол коришћен при опису судара више утицао на процењену брзину, него сама брзина приказана на снимку. У каснијем истраживању, питали су испитанике да ли су видели сломљено стакло које је уследило судару, такође мењајући интензитет судара избором речи. Приметили су да обликовање питања игра значајну улогу у присећању догађаја.

#### Аутобиографска лажна сећања
Користећи се идејом питања која наводе на одговор, 1996. године Ира Хајман и Џоел Пентланд спровели су експерименте на тему сећања лажних догађаја из детињства. Хајман је почео 1995. од прикупљања неких информација о стварним анегдотама из детињства студената од њихових родитеља. Потом би питали учесника да се присети догаћаја за које су им рекли да су чули од њихових родитеља и да се очекује да се сете више како време одмиче. Током сваког од три интервјуа, са размаком од једног дана, испитивач би дао кратак опис за три стварна догађаја и један лажан, а испитаник треба да каже чега се сећа у вези њега. Показало се да су се учесници присећали више стварних догађаја током времена, што се исто показало таћно и за лажне: током првог интервјуа их се нико није сећао, док је проценат оних који су се сетили лажних догаћаја током трећег интервјуа порастао на 25. Овде се формирање лажних сећања може објаснити мешавином лажних сугестија са неком тачном информацијом, што отежава уочавање грешке.
Већ следеће године, 1996 , заједно са Пентландом је користећи се истом методологијом кроз експеримент испитао да ли би менталне слике утицале на стварање лажних сећања. Принцип је био сличан: испитивали су учеснике о истинитим догађајима из детињства, о којима су сазнали од родитеља, и једним лажним. Разлика је била у реакцији испитивача када испитаник не може да се сети поменутог догађаја. У једној групи би их замолио да замисле менталну слику и опишу је, а у другој групи да размисле о догађају 1 минут и обема групама би рекао да ће им то помоћи да се присете. Прва група се присетила више лажних доживљаја него што је друга група: 37.5% наспрам 12.1%.
Поставља се питање да ли лични детаљи утичу на присећање догађаја који се нису десили. Трејси Десјардинс и Алан Скобориа спровели су експеримент у коме су једној групи описали измишљен догађај из детињства испитаника са личним детаљима, као што су имена људи из њиховог живота, док је другој групи описана уопштена прича. Резултати су показали да су 68.2% учесника прве групе пријавили сећања на лажни догађај, док је код друге групе проценат пао на 36.4%, одакле се изводи закључак да су лични детаљи знатно утицали на способност идентификовања лажног догађаја.

#### Диз - Родигер - МцДермот Парадигма 1995
ДРМ је процедура у когнитивној психологији коју је започео Џејмс Диз 1959. године. Проширили су је и прославили Хенри Родигер и Катлин МцДермот 1995. године.
У ДРМ експериментима, испитивач показује листу семантички повезаних речи (као што су јастук, одмор, кревет, ноћ)  и затим тражи од испитаника да се сети што више речи са листе. Учесници су често говорили и повезану реч, али не присутну на листи (нпр. спавање) за коју су били убеђени да је на листи и након што им је указано да није. У другом експерименту коришћене су дуже листе, где је појава погрешног препознавања била чешћа. Неки ове резултате објашњавају асоцијативним моделом памћења, одговорним за прављење везе између појмова на листи и семантички повезане речи која није на листи. Други начин да се објасни ова појава је уз помоћ “Fuzzy-Trace” теорије, што би значило да лажна сећања могу настати од претераног одобравања и прихватања суштински одговарајућих појмова при присећању. С друге стране, неки научници сматрају да се ради о грешци у праћењу извора, јер долази до лажног очекивања извора на основу уобичајеног контекста за одрећену врсту појма, што доводи до лажног извора сећања. Замолили су их и да оцене своја сећања по степену емоције, јасноће менталне слике и њихове сигурности у сећање. Сазнали су да нема разлике између новонасталих лажних сећања и истинских догађаја којих су се присетили.

### Лажна сећања и “Flashbulb” меморија
“Flashbulb” меморија се односи на сећања на емотивно значајан догађај. За пример се најчешће узима слушање вести о убиству Џона Кенедија, многи могу да се сете са прецизношћу шта су радили у тренутку кад су чули, ко им је саопштио и слично. Први експеримент у коме се употребио овај појам, спровели су Браун и Кулик 1977. године и 99% учесника је могло да се сети детаља о личним околностима у којима су први пут чули новости о убиству, иако је прошло 13 година од тог догађаја у време испитивања. Проблем се прави код валидности одговора,с обзиром да је испитивање спроведено само једном.
Овај проблем су касније превазишли Најсер и Харш 1992. године кад су провели испитивање учесника дан после експлозије спејс-шатла Челенџер и 3 године касније. У првом испитивању имали су 220 чињеница, док су у другом имали 150, али је њихова сигурност у исправност сећања била велика. Закључили су да заправо и “Flashbulb” сећања мењају и бледе временом, али да је самопоуздање у та сећања оно које се истиче.

### “Sleeper” ефекат
Први који је идентификовао “sleeper” ефекат био је Ховланд 1949. године у контексту покушаја да се промени мишљење и морал уврштених војника Сједињене Америке у Другом светском рату. Ховланд је испитао војнике за њихова мишљења 5 дана или 9 недеља након гледања једног војног пропагандног филма. Приметио је да је разлика у мишљенима оних који су гледали филм и оних који нису био већи 9 недеља након гледања него 5 дана. Прецизније, релативна разлика у одложеном убеђивању код контролне и експерименталне групе, била је праћена великим убеђењем код експерименталне групе, што је управо оно што Ховланд назива “sleeper” ефектом. Међутим, како је овај ефекат стекао заинтересованост, истраживачи су наилазили на потешкоће у одржавању и репликовању оригиналних Ховландових проналазака и уследио је низ неуспешних експеримената који нису водили до јасних закључака.

## Забележени случајеви

### Сведочење очевидаца код дец
У правном сведочењу, чињеница да су сведоци под заклетвом не искључује појаву ненамерних лажних извештаја: лажно памћење и криптомнезија представља значајан проблем у случајевима наводног злостављања деце, у којима је главни сведок већ у неповољном положају. Иако постоје индивидуалне разлике, опште је прихваћено да су мала деца веома подложна техникама вођења испитивања и пристрасног интервјуисања, због њиховог недовољног когнитивног развоја. Широка лепеза студија на ову тему открила је да деца постају прецизнија у својим сећањима са старењем, а њихова способност да игноришу пристрасне праксе испитивања значајно расте до 12. године. Као резултат тога, охрабрује се неутрална формулација када се мора ослонити на сведочење малог детета.
Међутим, појам погрешних дечјих сећања је компликовано питање: памћење се не побољшава стриктно током времена, већ варира у броју направљених грешака како се развијају различите вештине. Мала деца су веома склона сугестибилности и лажним сећањима, чак и за лажне приче-ситуације које су сама осмислили. Ово је вероватно због стратегија компензације меморије слика и маште које се користе у раном узрасту. Како деца старе, друге стратегије памћења, као што су слушне пробе или коришћење шема и семантичких односа, замењују ослањање на слике, што доводи до поузданијих сећања на догађаје, али такође представља веће могућности за грешке у памћењу. Када деца дођу у средњу школу, стратегије памћења као што су аудио пробе, формирање шема и семантичка повезаност постају све чешће, ово представља повећану вероватноћу грешака у памћењу, као што су оне које се виде у парадигми Deese–Roediger–McDermott.

### Сведочење очевидаца код одраслих
Као што је напоменуто, до погрешне атрибуције вероватно долази када појединци нису у могућности да прате и контролишу утицај својих ставова у време проналажења. Стога су истраживачи применили технике да минимизирају погрешну атрибуцију охрабрујући појединце да се фокусирају на карактеристичне карактеристике, а не на својства која могу изазвати утицај личних ставова. Једно важно питање које се разматра јесте да ли људи бркају погрешне предлоге и личне ставове за своја права сећања на догађај који су сведочили. Штавише, погрешна атрибуција сећања је посебно добро истражена у смислу њене примене на случајеве потенцијалне сугестивности очевидаца. Тренутно, истраживачи су се фокусирали на утврђивање околности под којима може доћи до погрешне атрибуције и фактора који би могли повећати или умањити ове грешке у ситуацији очевидца.
У погледу сведочења очевидаца, процене веродостојности сећања су посебно важне по свом убедљивом утицају. У било којој фази правног предмета, успех или неуспех убеђивања очевидаца може имати последице. Уопштено говорећи, људи претпостављају да је сведочење одрасле особе веродостојније и тачније, на основу претпоставке да су одрасли бољи извештачи о памћењу. У овом контексту, претпоставља се да деца имају слабе способности памћења. Сведочење код одраслих разликује се од сведочења деце на неколико других начина. Прво, одрасли имају тенденцију да дају више информација, било тачних или нетачних, у правном случају. Међутим, општи образац је да се са годинама повећава количина исправно запамћених информација. Најзад, на објективна питања се тачније одговара уз мањи утицај сугестибилности код одраслих.

### Извор конфузије у каснијем животу
Успешно памћење укључује препознавање да је нешто познато и сећање контекста у којем је то претходно доживљено.Са годинама, способност разликовања нових и старих догађаја почиње да опада и грешке у сећању постају све чешће. Коен и Фокнер су открили сличне грешке у забуни у вези са узрастом десет година раније када су проучавали кратке догађаје, а не листе речи. Од учесника је затражено да изведу, замисле или погледају низ кратких догађаја (постављање виљушке на тањир, стављање оловке у шољу, итд.). Касније су их питали да ли су конкретни догађаји познати и како су се десили. Студија је открила да је већа вероватноћа да старији испитаници него млађи тврде да препознају догађаје који се никада нису догодили. Поред тога, вероватније је да ће ови учесници рећи да су посматрали одређене радње које се дешавају када су заправо или замишљали да се дешавају или никада нису искусили радње. Ове студије показују да једноставно увежбавање материјала можда неће увек помоћи у побољшању памћења. У Џејкобијевој студији, старији одрасли који су прочитали реч неколико пута вероватно ће је тачно проценити као познату, али су тада вероватније мислили да су чули реч која се чита наглас, уместо да је сами читају. Џејкоби објашњава да су (зато што је понављање речи довело до повећања препознавања, али до смањења способности да се тачно запамти извор) препознавање и праћење извора су вероватно одвојени неуролошки процеси.
Ово би могло бацити мало светла на уобичајени феномен пацијената са Алцхајмеровом болешћу који погрешно сматрају да су често представљена лица која нису позната као лица славних или да стално постављају исто питање. Пацијенти могу да препознају лица или да идентификују да је тема питања важна и о којој се недавно разговарало, али немају сећања за значење придато овим уобичајеним стимулансима, па ће погрешно приписати ово познато или једноставно поново питати. Пацијенти који греше често представљају лица која нису позната као лица познатих или постављају исто питање више пута.